# Malkajgiri
Malkajgiri là một thành phố và khu đô thị của quận Rangareddi thuộc bang Andhra Pradesh, Ấn Độ.

## Nhân khẩu
Theo điều tra dân số năm 2001 của Ấn Độ, Malkajgiri có dân số 175.000 người. Phái nam chiếm 51% tổng số dân và phái nữ chiếm 49%. Malkajgiri có tỷ lệ 69% biết đọc biết viết, cao hơn tỷ lệ trung bình toàn quốc là 59,5%: tỷ lệ cho phái nam là 72%, và tỷ lệ cho phái nữ là 65%. Tại Malkajgiri, 7% dân số nhỏ hơn 6 tuổi.